# Kanton La Valette-du-Var
Valette-du-Var is een voormalig kanton van het Franse departement Var. Kanton Valette-du-Var maakte deel uit van het arrondissement Toulon en telde 25.180 inwoners (1999). Het werd opgeheven bij decreet van 27 februari 2014, met uitwerking op 22 maart 2015.

## Gemeenten
Het kanton La Valette-du-Var omvatte de volgende gemeenten:
- La Valette-du-Var (hoofdplaats)
- Le Revest-les-Eaux